# グレッチョ
グレッチョ（伊: Greccio）は、イタリア共和国ラツィオ州リエーティ県にある、人口約1,500人の基礎自治体（コムーネ）。
グレッチョの集落はアペニン山中に所在し、フランシスコ会の修道院 (Sanctuary of Greccio) などがある。

## 地理

### 位置・広がり
リエーティ県のコムーネ。グレッチョ集落は県都リエーティから西北西へ10kmの距離にある。

#### 隣接コムーネ
隣接するコムーネは以下の通り。括弧内のTRはテルニ県所属を示す。
- コンティリアーノ
- コッタネッロ
- リエーティ
- ストロンコーネ (TR)

### 気候分類・地震分類
グレッチョにおけるイタリアの気候分類 (it) および度日は、zona E, 2294 GGである。
また、イタリアの地震リスク階級 (it) では、zona 2B (sismicità media) に分類される。

### 主な集落
グレッチョ集落（人口約80人。2001年現在）は、標高705mに所在する。コムーネとしての行政中心地は、最大の集落である Limiti di Greccio （人口約650人）にある。 Limiti di Greccio は標高388mに所在しており、グレッチョ集落から東北東に約2km離れている。

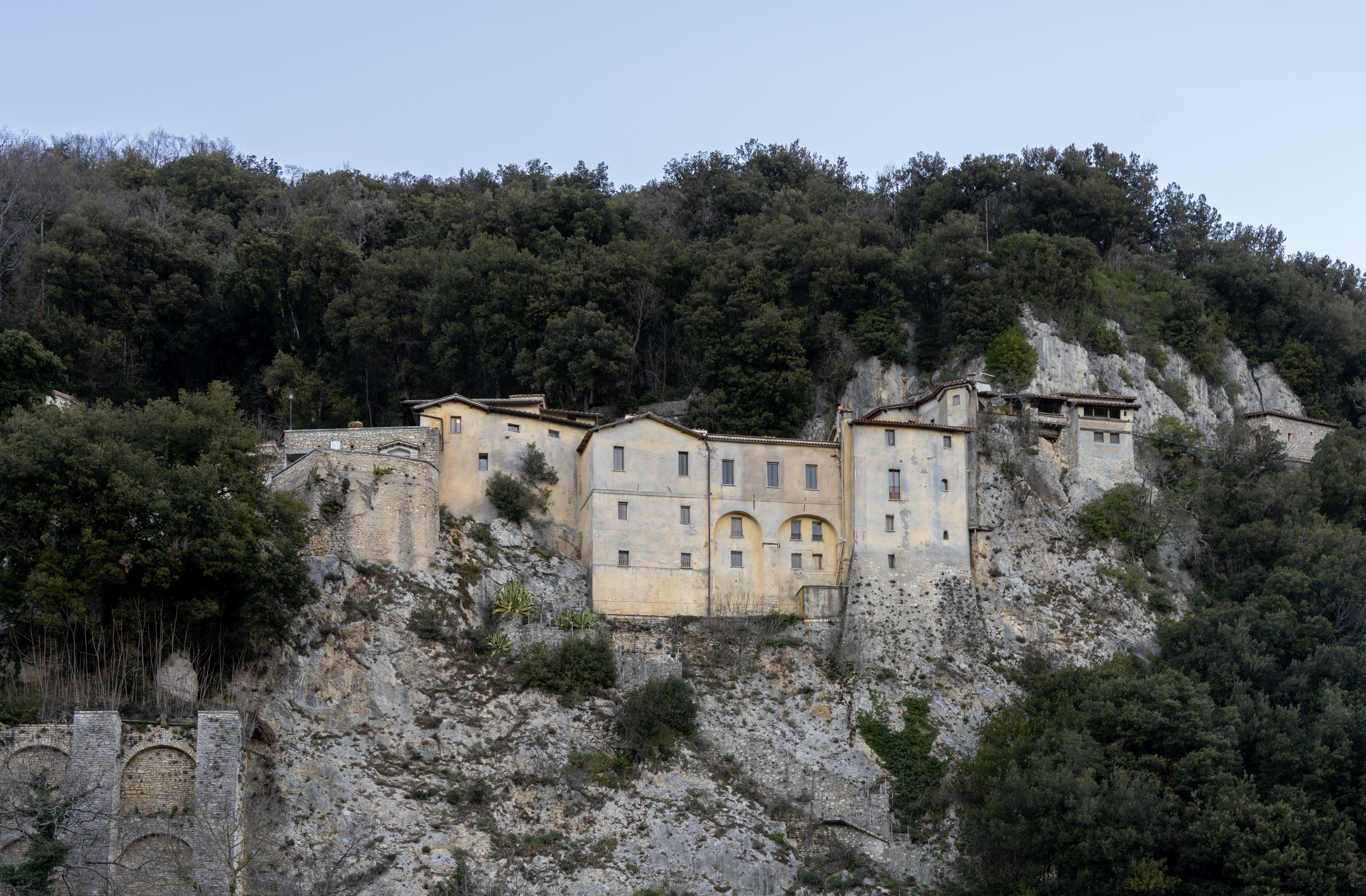
Il convento

その他に以下の分離集落（フラツィオーネ）がある。
- Sellecchia, Spinacceto

## 聖フランシスコ
聖フランシスコが様々な足跡を残した「聖なる谷」（Rieti Valley）にあり、彼はアッシジから少し南・ローマ方面へ寄ったこの地の洞窟で1223年に「降誕場面」を始めて行っている。そこには現在、フランシスコ会の修道院（Santuario di Greccio）が建っている。